# Mirjam Bolle
Mirjam Sophie Bolle, geb. Levie (* 20. März 1917 in Amsterdam), ist eine niederländische Holocaust-Überlebende und Autorin.

## Leben
Mirjam Bolle wuchs als Tochter von Sara Levie-Oestermann und Moritz Jacob Levie (1889–1965) gemeinsam mit einer jüngeren Schwester in Amsterdam auf. Nach ihrem Schulabschluss war sie beruflich als Sekretärin tätig.
Ihr Vater war einige Jahre lang Vorsitzender des Jüdischen Nationalfonds in den Niederlanden. Dort war Bolle später als Sekretärin tätig. Während dieser Tätigkeit lernte sie ihren späteren Ehemann Leo Bolle (1912–1992) kennen, mit dem sie zwei Töchter und einen Sohn hatte.
Ab 1941 arbeitete sie als Sekretärin im Amsterdamer Judenrat (Joodse Raad voor Amsterdam), einer Einrichtung der deutschen Besatzungsmacht, und war als Mitglied des Judenrates zunächst von der Deportation ausgenommen.
Ihr Vater und ihre Schwester wurden im Mai 1943 von der Gestapo verhaftet und ins Durchgangslager Westerbork gebracht. Bolle selbst und ihre Mutter sowie auch ihre Schwiegereltern wurden am 20. Juni 1943 verhaftet. Mitte Januar 1944 wurden sie ins KZ Bergen-Belsen gebracht. Nach fünf Monaten dort gelangte sie im Juni 1944 mit einem sogenannten Gefangenen-Austauschtransport nach Palästina.
Bolle lebt seit 1944 in Jerusalem. Im Jahr 2003 wurden ihre Tagebücher und Briefe, die sie während ihrer Zeit im KZ schrieb, unter dem Titel Ich weiß, dieser Brief wird Dich nie erreichen veröffentlicht.
Im September 2024 wurde Bolle für ihre jahrzehntelange Aufklärungsarbeit über die Zeit, als Die Niederlande unter deutscher Besatzung standen, mit dem Andreaspenning, der höchsten Auszeichnung der Stadt Amsterdam, geehrt.
Seit dem Tod von Rose Girone im Alter von 113 Jahren im Februar 2025 gilt Mirjam Bolle als älteste Holocaust-Überlebende der Welt.